# Kozákok
A kozákok Ukrajnában és korábbi etnikai ukrán, illetve krími tatár területeken élő, túlnyomórészt keleti szláv, ortodox keresztények csoportja.
A kozák férfiak eredetileg szabadon katonáskodó irreguláris haderőt képeztek körülbelül a 14. század utolsó harmadától kezdődően. Szervezetük magyar viszonylatban a hajdúsághoz hasonlítható.

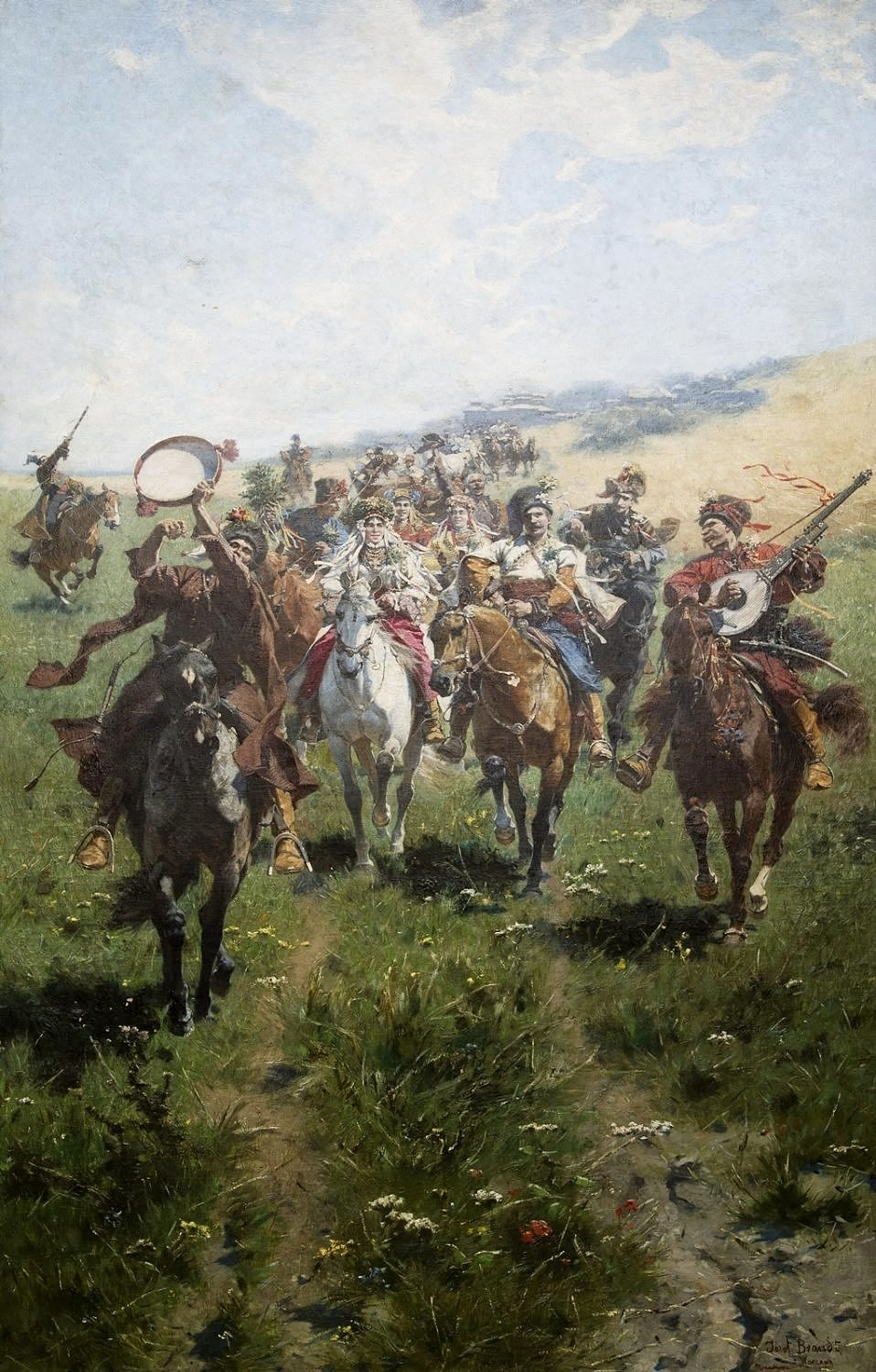
Kozák lakodalmas menet (19. századi lengyel festmény)

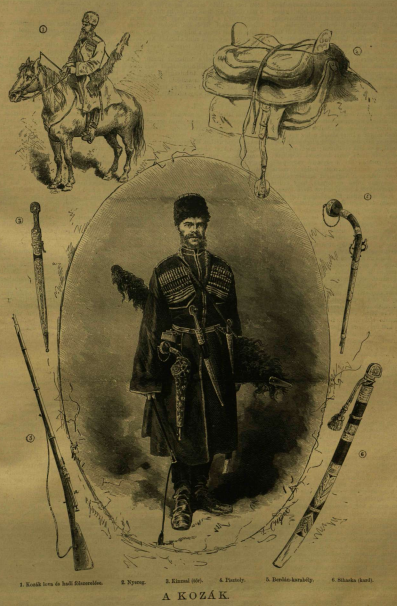
Kozák és felszerelése (19. sz. második fele)

Kozákokon azokat az ukrán sztyeppére kivándorolt szabad szláv csoportokat értették, akik kereskedelemmel, vándorhalászattal, vadászattal, szarvasmarha-tenyésztéssel foglalkoztak. A kifejezést a 15. század végére a lengyelországi, litvániai és moszkvai jobbágyságból a Dnyeper és a Don régiójába menekült parasztokra is használták, ahol szabad, önkormányzó katonai közösségeket hoztak létre.
Többségük elűzött, szökött, kivert paraszt, jobbágy, pásztor volt, de voltak közöttük kereskedők és egyéb foglalkozású emberek is. Nemzetiségük szerint ukránok, ruténok, oroszok, lengyelek stb., azaz jellemzően szlávok voltak.

## A nevük
A kozák szó a krími tatár nyelven „qazaq” kifejezésből eredhet, mely átvitt értelemben szabad embert jelent.
Más források szerint a türk kazak szóból is eredhet, közvetlen jelentése a kaz- („megy, átkel”) igetőhöz kapcsolódik. A korlátlan mozgás pedig a középkorban a szabad emberek kiváltsága volt.
Elsők között a 13. század közepére tehetően kun (ókipcsak) nyelven „cosac” szóval nevezik őket, amely őrséget jelent.

## Történelmük

### A kozákság kialakulása (1550–1648)
A kozákok további népcsoportokra oszthatóak és lakóhelyük földrajzi elnevezései után lehetnek zaporizzsjai kozákok, doni kozákok,  jaiki kozákok és kubáni kozákok.
A kozák szó krímitatár türk vagy kun eredethez köthető és a "qazaq" , "kazak" vagy "cosac" szavakból származtatható, mely szabad katonai közösséget vagy szabad embert jelent. A szláv gyökerekkel rendelkező kozákok jelentős mértékben keveredtek a szomszédságukban élő török és tatár eredetű népekkel is.
A kozákság nagyhatalmak árnyékában jött létre, jelentős részben a lengyel–litván hatalom elől menekülőkből. Már a kezdetektől rá voltak kényszerítve ezek a „szabadcsapatok”, hogy erős szervezeti keretek között éljenek. Védelmük érdekében „kapitányságokat” (hetman) hoztak létre, valamint számos megerősített tábort (szics) építettek. Életük folyamatos harcból állt, kezdetben a betörő tatár hordákkal majd később a törökökkel szemben.
A kozákok sokáig szabadon, feudális kötöttségek nélkül éltek. Méltányos zsold fejében szolgálták az oroszokat, a litvánokat és lengyeleket a háborúkban, sőt számos nagy parasztfelkelés (mint az ukrajnaiak) elfojtásában is segédkeztek. Később már más országoknak is szolgáltak, igaz csak kisebb csapatokban (például Moldvában). A kozákok államot is alkottak, ez volt a Zaporozsjei Had, mely Bohdan Hmelnickij 1657-ben bekövetkezett haláláig önálló országként működött.
A törökök ellen vívott tizenöt éves háborúban az Oszmán Birodalom ellen irányuló keresztény szövetségbe bevonták a kozákokat is. Az osztrák, erdélyi, havasalföldi és magyar seregek kozákokat toboroztak lovasságukba, akik Magyarországon és a Balkánon vállvetve harcoltak a törökök ellen. A többi kozák a Szent Liga szövetségeseként eleget téve feladatuknak keletről a török és tatár területek ellen intézett támadásokat.
Az őket körülvevő népekkel sokáig állandó harcban álltak. A legveszélyesebb ellenfeleik a tatárok voltak. A kozákok harcoltak a törökök, az oroszok, a lengyelek, a svédek, a németek ellen, később pedig az Orosz Birodalom más nagy háborúiban (például napóleoni háborúk, krími háború).

### A kozákok orosz fennhatóság alatt
A 18. századra már minden kozák orosz fennhatóság alá került. Eleinte számos kiváltságot nyertek a cártól, de aztán a főnemesség és az uralkodó durván elnyomta őket. Bár az orosz regularizálás ellen többször föllázadtak, végül mégis a cári hatalom leghűségesebb katonái lettek.
Az orosz polgárháború (1917–22) alatt sokan harcoltak a kommunisták ellen a fehérek oldalán Pjotr Nyikolajevics Krasznov tábornok vezetésével. Ugyanakkor a vörösök oldalán is harcoltak kozák egységek, majd a szovjet kommunista rendszer alatt továbbra is voltak a Vörös Hadseregnek kozák egységei.

### A sztálinizmus és a második világháború idején
A sztálinizmus évei alatt elnyomás alatt álltak. A második világháború alatt számtalan kozák férfi harcolt Németország oldalán, ezek voltak a Liet Kozákok. A németek nagyra értékelték a kozákok segítségét, és élelmet osztottak számukra. A kozákok felszabadítóként tekintettek rájuk, és tömegesen jelentkeztek a német vezérkarnál, felajánlva szolgálataikat a kommunizmus ellen.
Félelmetes harcosoknak bizonyultak, és még az elit Waffen-SS-egységek elismerését is kivívták. 1943-ban Adolf Hitler beleegyezett egy önálló kozák hadosztály felállításába és felszerelésébe. A hadosztályt később hadtestté szervezték a nagyobb hatékonyság elérése céljából. Egyes kozák alakulatok még 1945-ben is harcoltak a szovjetek ellen, akik rettegtek tőlük az elszántságuk, vadságuk és megingathatatlan bátorságuk miatt.
Krasznov hadosztálya végül Ausztriában esett brit fogságba, és Lienzbe került, civilekkel – a kommunisták elől korábban elmenekült személyekkel, nőkkel és gyerekekkel – kiegészülve. Az angol hatóságok a több tízezer fős tömeget a repatriálási megállapodás alapján kiadták a kommunista Szovjetuniónak. Mivel a kommunisták által „fehérnek”, illetve „nácinak” tekintett személyekre a majdnem biztos halál várt, a deportáltak megpróbáltak ellenállni a kiadatásnak, amelynek több halálos áldozata lett. Sokakat a britek lőttek agyon menekülés közben, mások öngyilkosságot követtek el (például a tábor melletti Dráva folyóba vetve magukat). Lienzen kívül egyéb területekről (még az Egyesült Államokból is) toloncoltak vissza a szövetségesek kozákokat a szovjet kommunista diktatúrába, ahol megtorlás várt rájuk.

### A Szovjetunió felbomlása után
A Szovjetunió felbomlása után a kozákok több utódállam, így Oroszország és Ukrajna területén is élnek. Mára már a legtöbb kozák közösségben újjáélesztették a régi hagyományokat, és a kozák kultúra újra feléledőben van. Ennek leghűbb példája a Horticja szigetén található újjáéledt Zaporizsszka Szics.